# Werner Kleinkauf
Werner Kleinkauf (* 13. Januar 1939 in Kassel) ist ein deutscher Elektroingenieur und war Professor der Elektrotechnik an der Universität Kassel, Gründer des Instituts für Solare Energieversorgungstechnik und Mitbegründer der heutigen SMA Solar Technology (zum Gründungszeitpunkt: SMA Regelsysteme GmbH).

## Leben
Werner Kleinkauf studierte an der Technischen Universität Braunschweig Elektrotechnik und war von 1969 bis 1976 am Deutschen Zentrum für Luft- und Raumfahrt (DLR) in Braunschweig und Stuttgart tätig. Im Jahr 1976 wurde er auf die Professur Energieelektronik der damaligen Universität Gesamthochschule Kassel berufen und baut dort das Fachgebiet Elektrische Energieversorgungssysteme auf. 1981 gründete er gemeinsam mit drei seiner wissenschaftlichen Mitarbeiter die SMA Regelsysteme GmbH, aus der die SMA Solar Technology hervorging.  Auf seine Initiative wurde im Jahr 1988 das Institut für Solare Energieversorgungstechnik (ISET) vom Land Hessen mit Unterstützung der Stadt Kassel gegründet (als eigenständiges An-Institut der Universität Kassel). Er leitete das Institut von 1988 bis 1998. Aus dem Institut ist nach Aufnahme in die Fraunhofer-Gesellschaft der Institutsteil Kassel des Fraunhofer-Institut für Windenergie und Energiesystemtechnik (IWES) und im weiteren Verlauf im Jahr 2018 das Fraunhofer-Institut für Energiewirtschaft und Energiesystemtechnik (IEE) hervorgegangen. Kleinkauf war ehrenamtlich in der Gesellschaft für Energietechnik des Vereins Deutscher Ingenieure (VDI) aktiv und Obmann des Fachausschusses „Regenerative Energien“.
Bei der Verleihung der Goethe-Plakette des Hessischen Ministerium für Wissenschaft und Kunst beschrieb die hessischen Wissenschaftsministerin Angela Dorn-Rancke die Bedeutung seines Lebenswerks: „Die Energiewende, der Umstieg auf nachhaltige, klima- und umweltschonende Energiesysteme, ist eine Menschheitsfrage. Prof. Dr. Werner Kleinkauf hat die Arbeit daran zu seiner Lebensaufgabe gemacht und als Pionier der Energiewende der Gesellschaft einen großen Dienst erwiesen. Bemerkenswert ist seine anwendungsorientierte Herangehensweise: Er behält auch Strategien der Umsetzung neuer Technologien im Blick. Nur so entfalten neue Entwicklungen eine gesellschaftliche Wirksamkeit, werden Dinge zum Laufen gebracht.“

## Auszeichnungen
- 2000: Bundesverdienstkreuz am Bande[2][6]
- 2002: Ehrenmedaille des VDI[2][4][6]
- 2006: Europäischer Solarpreis[2][6]
- 2012: Ehrensenatorenwürde der Universität Kassel[2][6]
- 2019: Goethe-Plakette des Hessischen Ministerium für Wissenschaft und Kunst[5][7]